# Tartu kaunitar
Tartu Kaunitar es una variedad cultivar de ciruelo (Prunus domestica), de las denominadas ciruelas europeas.
Una variedad de ciruela criada por A. Kurvits en el jardín de su casa en Tartu, procedente de la siembra de semilla obtenida por polinización libre de 'Emma Leppermann' en 1938.
Las frutas de tamaño mediano de forma ovalada, su epidermis con un color rosa violeta, similar a 'Emma Leppermann', y pulpa de color amarillo dorado, textura jugosa, excelente, de aroma dulce y especiado. Tolera las zonas de rusticidad según el departamento USDA, de nivel 5 a 8.

## Sinonimia
- "Belleza de Tartu".

## Historia
'Tartu Kaunitar' variedad de ciruela europea que fue criada por A. Kurvits en el jardín de su casa en Tartu, procedente de la siembra de semilla obtenida por polinización libre de 'Emma Leppermann' (1938). Certificado de autor no. 1321 es emitido el 8.12.1961 en Moscú. Está incluida en la lista de variedades famosas (estándar) recomendadas para el cultivo en Estonia, lista 1957...1966 (principalmente).
Variedad descrita por: Pomología de Estonia, 1970; Kask, 1984; A. y E. Jaama, 1990. Para el nombre de la variedad, se ha utilizado la ortografía de los nombres de las variedades según las normas del idioma estonio. Solicitud de registro de la variedad el 03.05.2004, y registrada como variedad en 2011.

## Características
'Tartu Kaunitar' es un árbol de porte erguido, es de mediana altura. Rendimiento medio, se auto fertiliza satisfactoriamente con su propio polen. El mejor polinizador es 'Emma Leppermann'. La resistencia al invierno es débil, por lo que sus árboles rara vez se encuentran en los jardines estonios. Flor blanca, que tiene un tiempo de floración que comienza a partir del 13 de abril con el 10% de floración, para el 17 de abril tiene una floración completa (80%), y para el 29 de abril tiene un 90% de caída de pétalos.
'Tartu Kaunitar' tiene una talla de tamaño medio de 25...35 g, ovalada, su epidermis con un color rosa violeta, similar a 'Emma Leppermann', ligeramente asimétrica, recubierta de abundante pruina, fina; sutura con línea poco visible, de color algo más oscuro que el fruto; pedúnculo de longitud mediano, fuerte, con una longitud promedio de 11.05 mm; pulpa de color amarillo dorado, textura jugosa, excelente, de aroma dulce y especiado.
Hueso semi adherente, grande, alargado, asimétrico, con el surco dorsal muy ancho y profundo, los laterales más superficiales, zona ventral poco sobresaliente, superficie rugosa.
Su tiempo de recogida de cosecha se inicia en su maduración a finales de agosto y principios de septiembre.

## Usos
Son buenas como ciruelas frescas de postre en mesa y hacen una compota sabrosa, pero la piel está pegajosa. También apto para hacer puré.